# Matt Capps
Pour les articles homonymes, voir Capps.
Matthew Dicus Capps (né le 3 septembre 1983 à Douglasville, Géorgie, États-Unis) est un lanceur de relève droitier qui joue dans la Ligue majeure de baseball de 2005 à 2012. En 2015, il est sous contrat avec les Braves d'Atlanta.

## Carrière
Matt Capps joue au baseball et au basket-ball pour son lycée, l'Alexander High School. Il est drafté le 2 juin 2002 par les Pirates de Pittsburgh dès la fin des études secondaires. Après seulement trois années en Ligues mineures au sein de l'organisation des Pirates, il fait ses débuts en Ligue majeure le 16 septembre 2005.
Il s'installe durablement au sein de la rotation des releveurs des Pirates, participant à 85 matches en 2006 pour 80,2 manches lancées, puis devient stoppeur à partir de juin 2007. Il enregistre 18 sauvetages en 2007. 
Matt Capps renégocie son contrat pour deux années et débute parfaitement sa saison 2008 en accumulant 15 sauvetages d'avril à juin, mais la suite de sa saison est contrariée par une blessure. Il achève l'année avec 21 sauvetages. 
Devenu agent libre à l'issue de la saison 2009, Capps s'engage avec les Nationals de Washington le 6 janvier 2010.
Capps représente les Nationals au match des étoiles 2010 à Anaheim. Il s'agit de sa première sélection.
Il effectue en 2010 43 sorties en relève pour Washington. Sa fiche est de 3-3 avec une moyenne de points mérités de 2,74 et 26 sauvetages. Le 31 juillet 2010, Capps passe aux Twins du Minnesota. Il est échangé pour le lanceur gaucher Joe Testa et le receveur Wilson Ramos. Chez les Twins, il remplace comme stoppeur Joe Nathan, absent du jeu pour toute la saison 2010 et Jon Rauch, qui avait pris la relève en première moitié de saison.
En 2011, il partage le poste de stoppeur des Twins avec Nathan, revenu au jeu. Capps protège 15 victoires et Nathan 14. Il ne joue que 30 matchs en 2012 pour Minnesota, réalisant 14 sauvetages. Sa moyenne est de 3,68 en 29 manches et un tiers.
Il rejoint les Indians de Cleveland le 31 janvier 2013 mais n'apparaît que dans 10 matchs de ligues mineures en deux saisons. Il signe en 2015 un contrat des mineures avec les Braves d'Atlanta.

## Statistiques
| Saison | Équipe     | G   | GS | CG | SHO | V  | D  | SV  | IP    | SO  | ERA  |
| ------ | ---------- | --- | -- | -- | --- | -- | -- | --- | ----- | --- | ---- |
| 2005   | Pittsbutgh | 4   | 0  | 0  | 0   | 0  | 0  | 0   | 4.0   | 3   | 4,50 |
| 2006   | Pittsbutgh | 85  | 0  | 0  | 0   | 9  | 1  | 1   | 80.2  | 56  | 3,79 |
| 2007   | Pittsbutgh | 76  | 0  | 0  | 0   | 4  | 7  | 18  | 79.0  | 64  | 2,28 |
| 2008   | Pittsbutgh | 49  | 0  | 0  | 0   | 2  | 3  | 27  | 53.2  | 39  | 3,02 |
| 2009   | Pittsbutgh | 57  | 0  | 0  | 0   | 4  | 8  | 27  | 54.1  | 46  | 5,80 |
| 2010   | Washington | 47  | 0  | 0  | 0   | 3  | 3  | 26  | 46.0  | 38  | 2,74 |
| 2010   | Minnesota  | 27  | 0  | 0  | 0   | 2  | 0  | 16  | 27.0  | 21  | 2,00 |
| Totaux | Totaux     | 345 | 0  | 0  | 0   | 24 | 22 | 109 | 344.2 | 267 | 3,37 |

| Saison | Équipe    | G | GS | CG | SHO | V | D | SV | IP  | SO | ERA  |
| ------ | --------- | - | -- | -- | --- | - | - | -- | --- | -- | ---- |
| 2010   | Minnesota | 1 | 0  | 0  | 0   | 0 | 0 | 0  | 1.0 | 0  | 9,00 |
| Totaux | Totaux    | 1 | 0  | 0  | 0   | 0 | 0 | 0  | 1.0 | 0  | 7,88 |

Note : G = Matches joués ; GS = Matches comme lanceur partant ; CG = Matches complets ; SHO = Blanchissages ; 
V = Victoires ; D = Défaites ; SV = Sauvetages ; IP = Manches lancées ; SO = Retraits sur des prises ; ERA = Moyenne de points mérités.